# بيتي شايد
بيتي شايد (بالإنجليزية:Betty Schade) (مواليد 27 مارس 1895 - وفيات 27 مارس 1982). ممثلة أمريكية من أصل ألماني . ظهرت في 120 أفلام بين عامي 1913 و1921.

## روابط خارجية
- بيتي شايد على موقع IMDb (الإنجليزية)
- بيتي شايد على موقع أول موفي (الإنجليزية)
- بيتي شايد على موقع قاعدة بيانات الأفلام السويدية (السويدية)
- بيتي شايد على موقع قاعدة بيانات الفيلم (الإنجليزية)
- بيتي شايد على موقع كينوبويسك (الروسية)